# 女体化
女体化（にょたいか）は、男性が突然女性の体になる架空の現象のこと（後天性女体化）、または元々女性であったという設定のパロディ（先天性女体化）。

## 商業作品の女体化
書籍小売業の芳林堂商店高田馬場店によれば、強制女性化は漫画の中で非常にポピュラーなテーマであり、ジェンダーの別を超えてよく売れるという。これらの作品の中で、変身は一般的に、男性として描かれるキャラクターに女性のジェンダーの役割を押し付けるものとして描かれており、例えば『らんま1/2』と『ボクガール』はいずれも、主人公の身体が本人の意志に反して魔法のように女性へと変化する内容となっている。そういった作品ではトランスジェンダーをテーマにしたものも多く、TS漫画と呼ばれることもある。TS漫画のジャンルには男性化の話も含まれているものの、女性化の話が大半である。
アダルトゲームにおけるTSものの先駆となった作品としては、怪しげな薬を飲んで美少女の外見になってしまった主人公をめぐるドタバタを描く『Xchange』が挙げられる。一般向けのコンピュータゲームにおいては、カプコンの対戦型格闘ゲーム『ヴァンパイア』の登場人物デミトリ・マキシモフは相手を一時的に女性化させるミッドナイトブリスという技を持っており、後にこの技を受けたという設定の美少女フィギュアが発売された。
また、SNKの女性キャラメインの格闘ゲーム『SNKヒロインズ Tag Team Frenzy』では女体化したテリー・ボガードが登場している。また、八神庵の女体化バージョンであるミスXやアリカの『ファイティングEXレイヤー』に登場するスカロマニアの女体化バージョンもDLCとして登場している。

## やおい系二次創作の女体化
漫画、アニメなどの物語に登場する男性キャラクター同士の関係性に同性愛を読み込んで行われる二次創作（同人誌作成など）をやおいと呼ぶが、広義でのやおい系二次創作には男女の性愛や女性同士の同性愛を描いた作品も含まれるなどの多様性がみられる。そして、その中には定番ネタのひとつとして原作での男性キャラクターを女性に変化させて描く「女の子ネタ」があり、これは日本のアニパロ文化の歴史の中でも初期の頃から存在している。
やおい系二次創作では登場人物に対して「攻め」「受け」と呼ばれる役割分担が与えられるが、「女の子ネタ」の作品では（しばしば女性的役割を担うと説明される）受けのキャラクターを女性化させて男性との性関係を描くだけでなく、（しばしば男性的役割を担うと説明される）攻めの男性キャラクターをも女性化させて描いたり、登場キャラクター全員を女性化させる場合もある。受けと攻めの両方が女性化される場合、しばしば受けが身体的に未成熟な女性（少女）として、そして攻めが身体的に成熟した女性として描かれることが多く。やおいに対する分析のひとつとして、それを消費している女性たちに内面化された女性嫌悪・女性性の否定の表れであるとする説があるが、西村マリは女の子ネタにおいて女性性についてマイナスイメージでない描き方がされていることが多いことなどを受け（出産や育児を描いたものも定番として存在する）、それらの説に懐疑的な見方を示している。